# Spray (schip)
De Spray is het zeilschip waarmee kapitein Joshua Slocum in ruim drie jaar tijd (1895-1898) en na 46.000 mijl als eerste een solo-zeiltocht om de wereld heeft volbracht.
De Spray was aanvankelijk een kotter die had gediend als oestervisser voor de kust van Delaware (V.S.). Slocum kreeg het schip in erbarmelijke staat, en heeft vrijwel elk onderdeel vervangen.

## Referentie
1. ↑  Captain Joshua Slocum, Sailing Alone Around the World (1900)